# Julbach (Inntal)

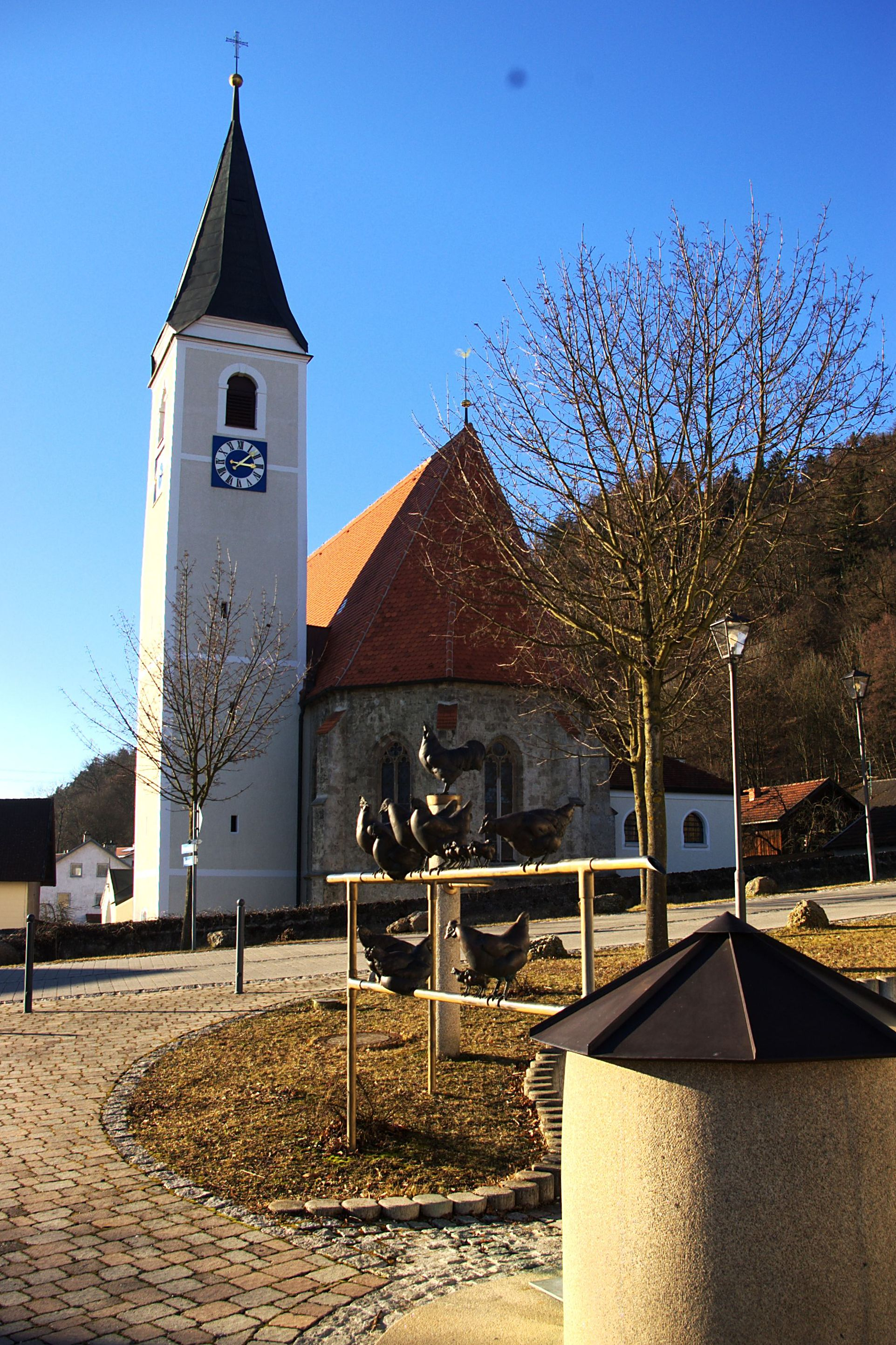
Die Pfarrkirche St. Bartholomäus

Julbach ist eine Gemeinde im niederbayerischen Landkreis Rottal-Inn.

## Geografie

### Geografische Lage
Der Ort Julbach befindet sich am Rand eines breiten Talbeckens nicht weit vom Zusammenfluss von Inn und Salzach etwa 6 km westlich von Simbach bzw. 7 km von Braunau sowie 20 km von Burghausen und 27 km von der Kreisstadt Pfarrkirchen entfernt. Julbach liegt nahe am Schnittpunkt der Bundesstraßen 20 mit der 12, der künftigen Bundesautobahn 94 und hat außerdem eine eigene Bahnstation an der Bahnstrecke München–Simbach.

### Gemeindegliederung
Es gibt 17 Gemeindeteile (in Klammern ist der Siedlungstyp angegeben):
- Bruckmühl (Siedlung)
- Buch (Dorf)
- Hart (Dorf)
- Holzen (Einöde)
- Julbach (Pfarrdorf)
- Kollberg (Weiler)
- Leimgrub (Einöde)
- Maierl (Einöde)
- Mehlmäusl (Dorf)
- Mooswinkl (Einöde)
- Oberjulbach (Dorf)
- Oberschwemm (Einöde)
- Reith (Dorf)
- Rußbrenn (Einöde)
- Seibertsloh (Einöde)
- Unterschwemm (Einöde)
- Untertürken (Dorf)

Es gibt nur die Gemarkung Julbach.

### Nachbargemeinden
In Niederbayern:
- Zeilarn
- Reut
- Kirchdorf a.Inn

In Oberbayern:
- Stammham (am Inn)
- Marktl

## Geschichte

### Frühe Geschichte
1078 erfolgte die erste urkundliche Erwähnung eines Raffolt de Jugilbache. Der Name leitet sich von einem althochdeutschen Personennamen *Jugulo ab. Julbach war Mittelpunkt einer Adelsherrschaft, die sich in den Händen der Edlen von Julbach befand. Ob der immer wieder erwähnte Raffolt de Jugilbahe tatsächlich gelebt hat, ist äußerst fragwürdig. Seine Existenz lässt sich auch nicht mit einer behaupteten Erwähnung in einer Urkunde des Klosters Ranshofen belegen, da diese Urkunde nicht erhalten ist. Der Gelehrte Wolfgang Lazius war dabei der erste, der einen Raffolt de Jugilbahe erwähnte. Diese unüberprüfbare These wurde von späteren Historikern und Heimatforschern kritiklos rezipiert. Der erste wirkliche Julbacher dürfte wohl Wernhart I. von Julbach (ca. 1100–1165) sein, ein Edelfreier, der erstmals 1112 in einer Ranshofener Urkunde erwähnt wird. Er gilt als Erbauer der Burg Julbach. Die Geschlechter Julbach und Schaunberg sind identisch. Der Name wechselt mit den Söhnen Heinrich und Gebhard nach Stauff und später zu Schaunberg. Ein Grafentitel kann für dieses Geschlecht erst ab dem Jahr 1313 mit Heinrich III. angeführt werden.
Nach dem Übergang Julbachs von den Grafen von Schaunberg an das herzogliche Haus Bayern im Jahr 1382 bildete Julbach ein herzogliches Pfleggericht und gehörte zum Rentamt Burghausen des späteren Kurfürstentums Bayern. Der Ort selbst hatte Marktrechte. 1484 erfolgte der Bau der Kirche „St. Bartholomäus“ in Julbach, 1504 erfolgte die Zerstörung der Burg Julbach durch pfälzische Truppen im Landshuter Erbfolgekrieg.

### Ab dem 19. Jahrhundert
1803 wurde das Pfleggericht Julbach zum Landgericht Simbach umgewandelt. Julbach bildete seit dem Gemeindeedikt von 1818 eine eigene politische Gemeinde. 1864 wurde die Filialkirche zur selbständigen Expositur erhoben. 1884 wurde im Ortsteil Buch ein Bahnhof an der Bahnstrecke München–Simbach erbaut. 1902 wurde in Julbach eine Pfarrei errichtet. 1907 erhielt Julbach selbst erstmals einen Bahnhalt, der 1986/87 zusammen mit dem Bahnhof Buch aufgelassen wurde. Bereits 1980 erfolgte durch die Regierung von Niederbayern die Gründung einer Verwaltungsgemeinschaft mit Kirchdorf a.Inn, die aber 1994 wieder aufgelöst wurde.

### 21. Jahrhundert
Seit 2003 besteht eine Partnerschaft mit der österreichischen Gemeinde Julbach, gelegen im Mühlviertel. 2004 erfolgte die Wiedereröffnung des Bahnhaltepunktes. 2012 wurden die Feiern zum Jubiläum 900 Jahre Julbach begangen.

### Einwohnerentwicklung
Zwischen 1988 und 2018 wuchs die Gemeinde von 1877 auf 2355 um 478 Einwohner bzw. um 25,5 %.

## Religion
Ursprünglich übte der jeweilige Pfarrer von Stammham auch die Seelsorge in Julbach aus oder er schickte seinen Gesellpriester. Erst als die Filiale zur selbständigen Expositur erhoben wurde (1864) und nach der Erhebung zur eigenen römisch-katholischen Pfarrei (1902) gibt es ortsansässige Geistliche für Julbach.
Seelsorger von Julbach
Exponierte Kooperatoren:
| Amtszeit  | Name                  |
| --------- | --------------------- |
| 1864–1869 | Anton Höllinger       |
| 1869–1873 | Johann Baptist Wurzer |
| 1873–1879 | Georg Mühlbauer       |
| 1879–1887 | Karl Schmid           |
| 1887–1891 | Alois Schott          |
| 1891–1892 | Josef Stockinger      |
| 1892–1893 | Franz Xaver Limmer    |
| 1893–1897 | Michael Urban         |
| 1897–1901 | Franz Seraph Elender  |

Pfarrer:
| Amtszeit  | Name                         |
| --------- | ---------------------------- |
| 1902–1915 | Johann Baptist Brem          |
| 1915–1925 | Franz Seraph Sonnleitner     |
| 1925–1938 | Johann Nepomuk Hinterleitner |
| 1938–1948 | Franz Xaver Wiesbauer        |
| 1948–1951 | Josef Reitberger             |
| 1951–1981 | Johann Grashuber             |
| 1981–1983 | Konrad Steiglechner          |
| 1984–     | Ludwig Zitzelsberger         |

## Politik

### Gemeinderat

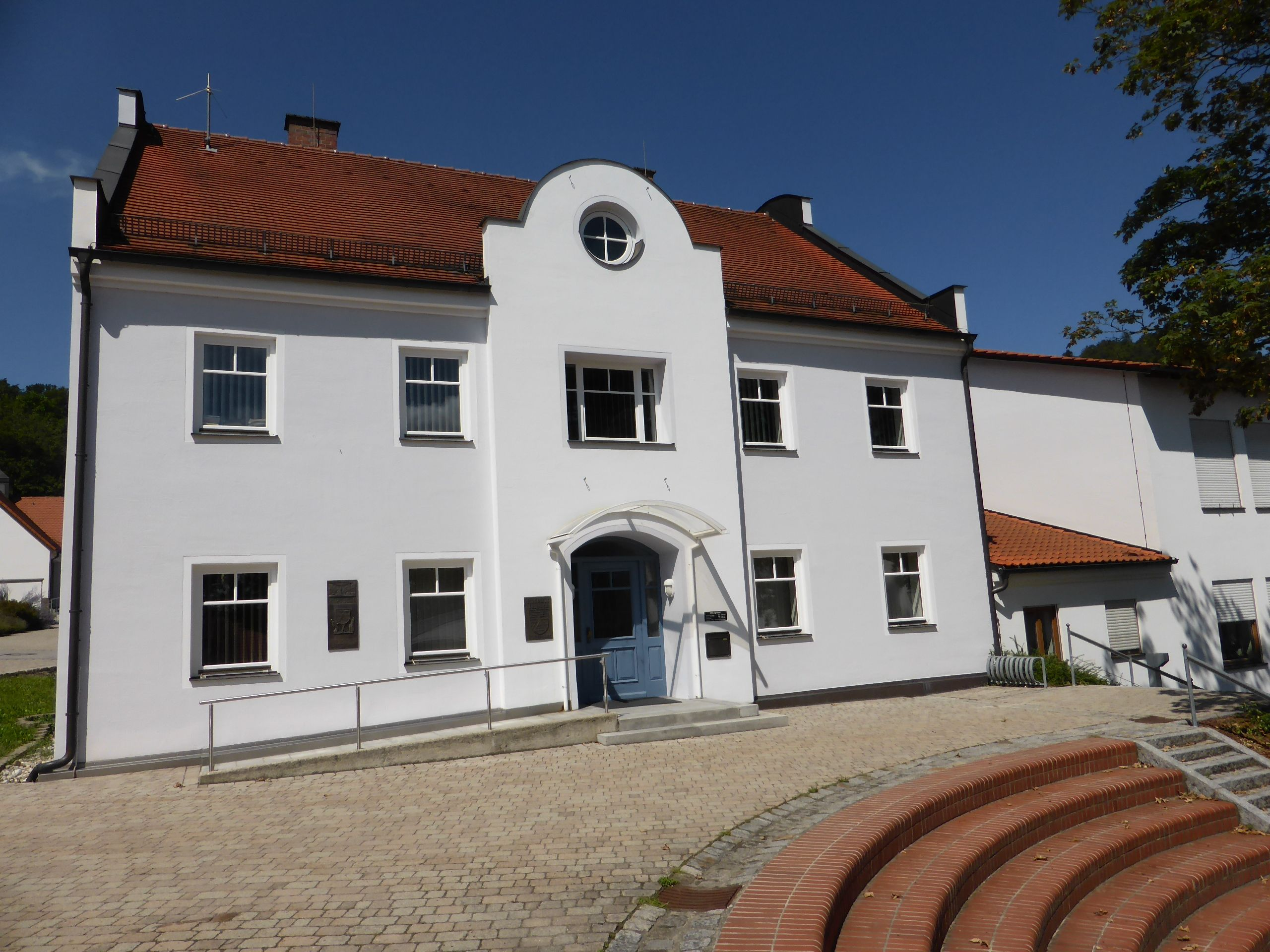
Rathaus von Julbach

Der Gemeinderat von Julbach besteht aus dem ersten Bürgermeister und 14 Mitgliedern.
Mitglieder seit dem 1. Mai 2020:
- CSU: 5 Sitze
- SPD: 5 Sitze
- FWG: 4 Sitze

### Bürgermeister von Julbach
| Amtszeit              | Name                  | Partei | Ortsteil, aus dem der Bgm. stammt |
| --------------------- | --------------------- | ------ | --------------------------------- |
| 27.10.1863–26.10.1866 | Josef Kreil           |        | Buch                              |
| 27.10.1866–07.12.1869 | Johann Strobl         |        | Julbach                           |
| 08.12.1869–14.08.1873 | Johann Harböck        |        | Seibertsloh                       |
| 15.08.1873–30.12.1875 | Josef Kreil           |        | Buch                              |
| 31.12.1875–30.12.1881 | Lorenz Steiger        |        | Untertürken                       |
| 01.01.1882–31.12.1887 | Konrad Heimeder       |        | Buch                              |
| 01.01.1888–31.12.1893 | Josef Mühlschuster    |        | Oberjulbach                       |
| 01.01.1894–31.12.1899 | Markus Jetzlsperger   |        | Julbach                           |
| 01.01.1900–31.12.1911 | Josef Mühlschuster    |        | Oberjulbach                       |
| 01.01.1912–09.06.1919 | Johann Kötzl          |        | Buch                              |
| 10.06.1919–31.12.1929 | Andreas Gstattenbauer |        | Oberschwemm                       |
| 01.01.1930–30.04.1933 | Josef Birndorfner     |        | Reith                             |
| 01.05.1933–30.07.1935 | Ferdinand Rechl       | NSDAP  | Buch                              |
| 01.08.1935–30.04.1945 | Josef Weber           | NSDAP  | Untertürken                       |
| 01.05.1945–30.07.1945 | Josef Birndorfner     |        | Reith                             |
| 01.08.1945–30.10.1945 | Albert Dunst          |        | Untertürken                       |
| 01.11.1945–30.04.1956 | Josef Jungsberger     |        | Oberjulbach                       |
| 01.05.1956–30.04.1978 | Martin Gruber         |        | Untertürken                       |
| 01.05.1978–30.04.2002 | Max Riedl             | FWG    | Julbach                           |
| 01.05.2002–30.04.2020 | Elmar Buchbauer       | CSU    | Julbach                           |
| 01.05.2020–           | Markus Schusterbauer  | CSU    | Julbach                           |

### Wappen

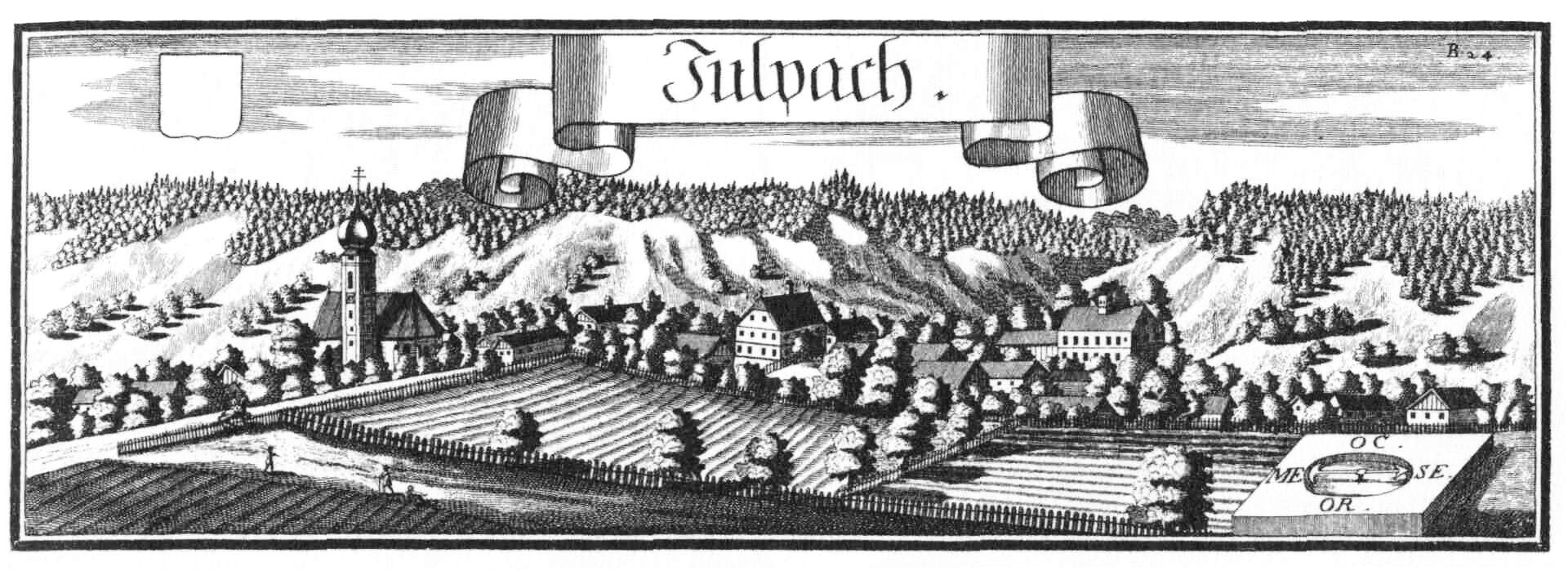
Markt Julbach nach einem Kupferstich von Michael Wening (1721)

| Wappen der Gemeinde Julbach (Inntal) | Blasonierung: „Unter silbernem Schildhaupt, darunter ein waagrechtes blaues Messer, fünfmal geteilt von Rot und Silber, überdeckt mit einem blauen Sparren.“ |
| Wappen der Gemeinde Julbach (Inntal) | Wappenbegründung: Das Wappen der Schaunberger zeigte einen mehrfach von rot und silber geteilten Schild mit aufgelegtem blauen Sparren. Als lokales Kennzeichen wurde das Attribut des Julbacher Kirchenpatrons St. Bartholomäus, das Messer, gewählt. Die Farben des Schildhauptes (Silber-Blau) erinnern daran, dass Julbach lange Zeit Sitz eines herzoglichen Amtes war. Dieses Wappen wird seit 1969 geführt. |

## Kultur und Sehenswürdigkeiten

### Bau- und Bodendenkmäler
- Reste der Burganlage
- Erdstall und Gangsystem
- Archäologische Funde im ersten Stock des Rathauses
- Spätgotische Pfarrkirche St. Bartholomäus

### Regelmäßige Veranstaltungen
- Leonhardiumritt (alljährlich im Oktober)

## Verkehr
Am 1. Juni 1871 nahmen die Königlich Bayerischen Staatseisenbahnen die Bahnstrecke München–Simbach in Betrieb, an der sich im Julbacher Ortsteil Buch der Haltepunkt Buch (Inn) befand. Am 20. Juni 1907 kam der Haltepunkt Julbach im Hauptort hinzu. 1986 und 1987 ließ die Deutsche Bundesbahn beide Stationen auf. Der Haltepunkt Julbach wurde am 30. Juni 2004 reaktiviert und wird seitdem im Stundentakt durch Regionalbahnen der Südostbayernbahn von Mühldorf nach Simbach bedient.